# Discographie de Sum 41
Cet article regroupe la discographie du groupe de rock canadien Sum 41.

## Discographie

### Albums studio
| Année | Détail de l'album                                                              | Charts | Charts | Charts | Charts | Charts | Charts | Charts | Charts | Charts | Charts     | Certifications |
| Année | Détail de l'album                                                              | CAN    | AUS    | AUT    | FRA    | P-B    | NZ     | SUE    | SUI    | RU ,   | États-Unis | Certifications |
| ----- | ------------------------------------------------------------------------------ | ------ | ------ | ------ | ------ | ------ | ------ | ------ | ------ | ------ | ---------- | --- |
| 2000  | Half Hour of Power - Sortie: 27 juin 2000 - Label: Aquarius, Big Rig           | —      | —      | —      | —      | —      | —      | —      | —      | 143    | 176        | - Canada (Canadian Recording Industry Association): Or                                                                         |
| 2001  | All Killer, No Filler - Sortie: 8 mai 2001 - Label: Aquarius, Island           | 9      | 33     | 19     | 25     | 69     | 16     | —      | 39     | 7      | 13         | - Canada: 3 × Platine - Australie: Or - Royaume-Uni: Platine - États-Unis (Recording Industry Association of America): Platine |
| 2002  | Does This Look Infected? - Sortie: 26 novembre 2002 - Label: Aquarius, Island  | 8      | —      | 49     | 28     | —      | —      | 41     | 17     | 39     | 32         | - Canada: Platine - Royaume-Uni: Argent - États-Unis: Or                                                                       |
| 2004  | Chuck - Sortie: 13 octobre 2004 - Label: Aquarius, Island                      | 2      | 13     | 35     | 9      | —      | —      | —      | 14     | 59     | 10         | - Canada: 2 × Platine - États-Unis: Or                                                                                         |
| 2007  | Underclass Hero - Sortie: 18 juillet 2007 - Label: Aquarius, Island            | 1      | 22     | 8      | 17     | —      | —      | —      | 9      | 46     | 7          | ? |
| 2011  | Screaming Bloody Murder - Sortie: 29 mars 2011 - Label: Aquarius, Island       | 9      | 16     | 23     | 25     | —      | —      | —      | 21     | 66     | 26         | ? |
| 2016  | 13 Voices - Date de sortie : 7 octobre 2016 - Label : Hopeless Records         |        |        |        |        |        |        |        |        |        |            | |
| 2019  | Order in Decline - Date de sortie : 19 juillet 2019 - Label : Hopeless Records |        |        |        |        |        |        |        |        |        |            | |
| 2024  | Heaven :x: Hell - Date de sortie : 29 mars 2024 - Label : Rise Records         |        |        |        |        |        |        |        |        |        |            | |

### Albums Lives
- 2006 : Go Chuck Yourself (Sortie qu'au Canada : il s'agit d'Happy Live Surprise sans le DVD bonus)
- 2005 : Happy Live Surprise
- 2002 : Introduction to destruction (Leur premier DVD live regroupant leur délire et un concert à Londres)

### Singles
| Année | Titre                                | Meilleure position dans les charts | Meilleure position dans les charts | Meilleure position dans les charts | Meilleure position dans les charts | Meilleure position dans les charts | Meilleure position dans les charts | Album                                                 |
| Année | Titre                                | U.S.,                              | U.S. Pop                           | U.S. Main.                         | U.S. Mod.                          | R-U                                | CAN                                | Album                                                 |
| ----- | ------------------------------------ | ---------------------------------- | ---------------------------------- | ---------------------------------- | ---------------------------------- | ---------------------------------- | ---------------------------------- | ----------------------------------------------------- |
| 2000  | "Makes No Difference"                | —                                  | —                                  | —                                  | 32                                 | —                                  | —                                  | Half Hour of Power                                    |
| 2001  | "Fat Lip"                            | 66                                 | —                                  | —                                  | 1                                  | 8                                  | —                                  | All Killer, No Filler                                 |
| 2001  | "In Too Deep"                        | —                                  | —                                  | —                                  | 10                                 | 13                                 | 8                                  | All Killer, No Filler                                 |
| 2002  | "Motivation"                         | —                                  | —                                  | —                                  | 24                                 | 21                                 | —                                  | All Killer, No Filler                                 |
| 2002  | "'Handle This" ( Europe/ Japon)      | —                                  | —                                  | —                                  | —                                  | —                                  | —                                  | All Killer, No Filler                                 |
| 2002  | "What We're All About"               | —                                  | —                                  | —                                  | —                                  | 32                                 | —                                  | Musique de Spider-Man                                 |
| 2002  | "Still Waiting"                      | 106                                | —                                  | —                                  | 7                                  | 16                                 | 1                                  | Does This Look Infected?                              |
| 2003  | "The Hell Song"                      | —                                  | —                                  | —                                  | 13                                 | 35                                 | —                                  | Does This Look Infected?                              |
| 2003  | "Over My Head (Better Off Dead)"     | —                                  | —                                  | —                                  | —                                  | —                                  | 12                                 | Does This Look Infected?                              |
| 2003  | "Little Know It All" (with Iggy Pop) | —                                  | —                                  | —                                  | 35                                 | —                                  | —                                  | Skull Ring                                            |
| 2004  | "We're All to Blame"                 | —                                  | —                                  | 36                                 | 10                                 | —                                  | 25                                 | Chuck                                                 |
| 2005  | "Pieces"                             | 107                                | —                                  | —                                  | 14                                 | —                                  | 1                                  | Chuck                                                 |
| 2005  | "Some Say" ( Canada/ Japon)          | —                                  | —                                  | —                                  | —                                  | —                                  | 10                                 | Chuck                                                 |
| 2005  | "No Reason" ( États-Unis/ Europe)    | —                                  | —                                  | —                                  | —                                  | —                                  | —                                  | Chuck                                                 |
| 2007  | "Underclass Hero"                    | 116                                | 86                                 | —                                  | 34                                 | 188                                | 4                                  | Underclass Hero                                       |
| 2007  | "Walking Disaster"                   | —                                  | —                                  | —                                  | 26                                 | —                                  | 15                                 | Underclass Hero                                       |
| 2008  | "With Me"                            | —                                  | 91                                 | —                                  | —                                  | —                                  | 8                                  | Underclass Hero                                       |
| 2008  | "Always"                             | —                                  | —                                  | —                                  | —                                  | —                                  | —                                  | 8 Years of Blood, Sake, and Tears: The Best of Sum 41 |
| 2011  | " Screaming Bloody Murder"           | —                                  | —                                  | —                                  | —                                  | —                                  | —                                  | Screaming Bloody Murder                               |

### Best-of
- 2008: 8 Years of Blood, Sake, and Tears: The Best of Sum 41
- 2009: All the Good Shit

### Raretés & B-Sides
- Reign in Pain : Disponible sur l’édition limitée de Does This Look Infected? interprété par le groupe alter-ego de Sum 41 Pain for Pleasure.
- WWVII Parts 1 and 2 : Disponible sur l’édition limitée de Does This Look Infected? interprété par le groupe alter-ego de Sum 41 Pain for Pleasure. C’est également la plus longue chanson du groupe : elle dure plus de 5 minutes.
- Moron : Disponible sur la compilation Rock Against Bush Volume.1, sur les éditions limitées de Chuck (bien que ce soient deux versions différentes) et en live sur Go Chuck Yourself.
- Noots : Apparition dans la bande originale du film Les 4 Fantastiques (2005) et disponible sur l’édition limitée de Chuck
- Subject to Change : Disponible sur les versions européennes et japonaise de Chuck
- Get Back rock remix : Disponible sur le single Number one spot version UK du rappeur Ludacris (titre qui fut enregistré après la prestation au Saturday Night Live diffusée sur MTV le 22 janvier 2005).
- Killer Queen : Disponible sur l’album Killer Queen : A Tribute to Queen (paru en août 2005 sur le label Hollywood Records) rendant hommage au quartet britannique Queen par des artistes de nouvelle génération. (titre enregristré aux "Ocean Way Studios" de Los Angeles avec à la production Jack Joseph Puig).
- Do They Know It’s Halloween
- Walk This Way : Live enregistré sur MTV avec les rappeurs Nelly & Ja Rule
- Unwritten Christmas : Disponible sur le single du même nom du groupe Unwritten Law où Sum 41 chante un couplet
- The string quartet tribute to Sum 41 : C’est un album tribute qui à la particularité d’être joué entièrement au violon
- Attitude : C’est une reprise de Misfits. Cette chanson n’est sur aucun CD
- No Apologies : Disponible uniquement sur l’édition UK/Japonaise de l'album Underclass Hero
- This Is Goodbye : Disponible sur l’édition UK/Japonaise de Underclass Hero et sur le single de la chanson éponyme
- Take A Look At Yourself : Disponible uniquement si on achète Underclass Hero sur iTunes au Japon
- Look At Me : Titre non-indiqué présent sur Underclass Hero
- Rock You : Cette chanson est une chanson du groupe alter-ego de Sum 41, Pain For Pleasure. Elle n’est disponible sur aucun CD.
- How You Remind Me : Reprise de Nickelback. Joué uniquement en live.
- Morning Glory : Reprise d'Oasis. Joué en acoustique.
- Mother's Little Helper : Reprise des Rolling Stones. Joué en acoustique.
- What We’re All About : Bande originale de Spiderman.
- I’m A Loser : Reprise des Beatles. Joué uniquement en live.
- Things I Want : Feat avec Tenacious D.
- Little Know It All : Feat avec Iggy Pop.
- Oh Darling : Reprise des Beatles jouée en live durant le Underclass Hero Tour.

### DVD
| Date de Sortie   | Titre                                                 | Label                | Autres informations |
| ---------------- | ----------------------------------------------------- | -------------------- | --- |
| 2001             | Introduction to Destruction                           | Island/Aquarius      | First DVD of Sum 41, contains a sold-out concert in the London Astonia plus bonus material.                                              |
| 26 novembre 2002 | Cross The T's and Gouge Your I's                      | Island               | Bonus DVD on USA and UK versions of DTLI?. released as separate DVD worldwide.                                                           |
| 2004             | Sake Bombs and Happy Endings: Live in Tokyo           | Island/Aquarius      | DVD Filmed in Bay NK Hall in Tokyo, Japan on May 17, 2003 of the promotional tour following DTLI?, include two videos of bonus material. |
| 2005             | Rocked: Sum 41 in Congo                               | War Child Canada/MTV | Documentary DVD of a trip of the band to the Congo, about poverty and the war.                                                           |
| 2008             | DeeVeeDee                                             |                      | It includes various Road to Ruin episodes, performances, and short films.                                                                |
| 26 novembre 2008 | 8 Years of Blood, Sake, and Tears: The Best of Sum 41 | Universal            | Contains all Music Videos from Sum 41.                                                                                                   |

## Vidéographie / Filmographie (VHS & DVD)
- 2008 : DeeVeeDee
- 2005 : Dirty Love [No Reason]
- 2005 : Happy Live Surprise (Japon uniquement)
- 2005 : Rocked : Sum 41 in Congo (pour l'association WarChild Canada)
- 2004 : Bring The Noize! (documentaire non-officiel)
- 2003 : American Pie : Marions-les ! (The Hell Song)
- 2003 : Sake Bombs and Happy Endings
- 2003 : Does This Look Infected Too? (Japon uniquement)
- 2002 : Cross The T's and Gouge Your I's : DVD Bonus inclus sur l'édition limitée de Does This Look Infected?
- 2001 : American Pie 2 (Fat Lip)
- 2001 : Introduction to Destruction
- Road to Ruin (extraits de concerts et autres... en 10 épisodes, disponibles sur la plupart des sites de vidéo à la demande)